# Laurence Bidaud
Laurence Bidaud (n. 22 martie 1968, Lausanne, cantonul Vaud, Elveția) este o jucătoare de curl ce a reprezentat Elveția, medaliată olimpică. A participat la o ediție a Jocurilor Olimpice (2002) în care a câștigat o medalie de argint.

## Participări
Lista de mai jos prezintă principalele competiții la care a participat Laurence Bidaud de-a lungul carierei.
- curling at the 2002 Winter Olympics[*]